# Chaetosomatidae
Chaetosomatidae jsou čeleď brouků z nadčeledi Cleroidea.

## Rody
- Chaetosoma
- Chaetosomodes
- Malgassochaetus